# Liste der Flaggen im Landkreis Offenbach
Diese Liste zeigt die Flaggen im Landkreis Offenbach in Hessen, mit seinen Städten, Gemeinden und Ortsteile. Anbetrachts der Tatsache, dass in Hessen vorwiegend Banner bzw. Hochflaggen üblich sind, werden die Genehmigungsdaten und die Flaggenbeschreibung auch auf diese bezogen.

## Landkreis
| Der Kreis Offenbach in Hessen |  | Die Flagge des Landkreises Offenbach wurde nie amtlich durch das Hessische Innenministerium genehmigt. Die Kreisverwaltung verwendet jedoch eine Flagge, die wird wie folgt beschrieben: „Die Flagge des Landkreises Offenbach zeigt auf zwei gleichbreiten Bahnen von rot und weiß in der Mitte das Kreiswappen des Landkreises Offenbach.“ |

## Städte und Gemeinden
| Stadt oder Gemeinde | Banner | Hissflagge | Beschreibung und Genehmigung |
| ------------------- | ------ | ---------- | --- |
| Dietzenbach         |        | 5:3        | „Auf der breiten gelben Mittelbahn des blau-gelb-blauen Flaggentuches das Gemeindewappen.“ Genehmigt am 10. November 1958                                                                           |
| Dreieich            |        | 5:3        | „Auf roter Mittelbahn, begleitet von zwei weißen Seitenstreifen, in der oberen Hälfte aufgelegt das Stadtwappen.“ Genehmigt am 5. Oktober 1979                                                      |
| Egelsbach           |        | 5:3        | „Auf grünem Flaggentuch, das beiderseits durch einen schmalen weißen Seitenstreifen unterbrochen wird, im oberen Drittel des Mittelfeldes aufgelegt das Gemeindewappen.“ Genehmigt am 31. März 1966 |
| Hainburg            |        |            | Die Gemeinde Haniburg führt keine offizielle Flagge. Lokal wird jedoch eine rot-weiß-rote Fahne mit dem Gemeindewappen verwendet.                                                                   |
| Heusenstamm         |        | 5:3        | „Auf der weißen Mittelbahn des grün-weiß-grünen Flaggentuches das Gemeindewappen.“ Genehmigt am 6. Mai 1959                                                                                         |
| Langen              |        | 5:3        | „Auf der breiten, weißen Mittelbahn des rot-weiß-roten Flaggentuches das Gemeindewappen.“ Genehmigt am 15. Juni 1959                                                                                |
| Mainhausen          |        | 5:3        | „Auf rot/weißer Flaggenbahn in der oberen Hälfte aufgelegt das Gemeindewappen.“ Genehmigt am 28. 12 1982                                                                                            |
| Mühlheim            |        | 5:3        | „Auf der verbreiterten, weißen Mittelbahn des rot-weiß-roten Flaggentuches das Stadtwappen.“ Genehmigt am 2. August 1951                                                                            |
| Neu-Isenburg        |        |            | Die Stadt Neu-Isenburg führt keine offizielle Flagge. Lokal wird jedoch eine rot-weiß-rote Fahne mit dem Stadtwappen verwendet.                                                                     |
| Obertshausen        |        | 5:3        | „Auf weißer Mittelbahn, begleitet von zwei roten Seitenstreifen, in der oberen Hälfte aufgelegt das Stadtwappen.“ Genehmigt am 29. September 1979                                                   |
| Rodgau              |        | 5:3        | „Auf weißem Flaggentuch mit roten Randstreifen im oberen Drittel aufgelegt das Gemeindewappen.“ Genehmigt am 1. Februar 1979                                                                        |
| Rödermark           |        | 5:3        | „Zwischen zwei roten Randstreifen auf weißer Mittelbahn aufgelegt das Gemeindewappen.“ Genehmigt am 1. Februar 1978                                                                                 |
| Seligenstadt        |        | 5:3        | „Auf breiter weißer Mittelbahn, beseitet von zwei schmäleren roten Bahnen, das Gemeindewappen.“ Genehmigt am 23. Oktober 1957                                                                       |

## Ehemalige Städte und Gemeinden
| Stadt oder Gemeinde | Banner | Hissflagge | Beschreibung und Genehmigung |
| ------------------- | ------ | ---------- | --- |
| Buchschlag          |        | 5:3        | „Auf 8mal von roten und weißen Längsstreifen geteiltem Flaggentuch das Gemeindewappen.“ Genehmigt am 14. März 1957                                   |
| Dreieichenhain      |        | 5:3        | „Auf rot-goldenem Flaggentuch das Stadtwappen.“ Genehmigt am 19. Juli 1956                                                                           |
| Dudenhofen          |        | 5:3        | „Auf breiter weißen Mittelbahn des rot-weiß-roten Flaggentuches das Gemeindewappen.“ Genehmigt am 14. April 1958                                     |
| Froschhausen        |        | 5:3        | „Auf breiter goldener Mittelbahn des rotbordierten Flaggentuches das Gemeindewappen.“ Genehmigt am 6. September 1956                                 |
| Götzenhain          |        | 5:3        | „Auf 8mal von roten und weißen Längsstreifen geteiltem Flaggentuch das Gemeindewappen.“ Genehmigt am 31. Oktober 1957                                |
| Hainhausen          |        | 5:3        | „Auf 8mal von Rot und Weiß längs geteiltem Flaggentuch das Gemeindewappen.“ Genehmigt am 28. März 1957                                               |
| Hainstadt           |        | 5:3        | „Auf 8mal von roten und weißen Längsstreifen geteiltem Flaggentuch das Gemeindewappen.“ Genehmigt am 31. August 1957                                 |
| Hausen              |        | 5:3        | „Auf breiter, weißen Mittelbahn, beseitet von zwei schmäleren roten Bahnen, das Gemeindewappen.“ Genehmigt am 15. August 1957                        |
| Jügesheim           |        | 5:3        | „Auf einem durch einen roten und grünen Längsstreifen geteillten Flaggentuch das Gemeindewappen.“ Genehmigt am 10. Juli 1958                         |
| Klein-Krotzenburg   |        | 5:3        | „Auf breiter weißen Mittelbahn des rot-weiß-roten Flaggentuches das Wappen der Gemeinde Klein-Krotzenburg.“ Genehmigt am 16. Januar 1954             |
| Klein-Welzheim      |        | 5:3        | „Auf breiter weißen Mittelbahn des rot-weiß-roten Flaggentuches das Wappen der Gemeinde Klein-Welzheim.“ Genehmigt am 16. Januar 1954                |
| Lämmerspiel         |        | 5:3        | „Auf verbreitertem weißem Mittelstreifen, eingefaßt in Rot, aufgelegt das Gemeindewappen.“ Genehmigt am 15. Juli 1969                                |
| Mainflingen         |        | 5:3        | „Auf der weißen Mittelbahn des rot-weiß-roten Flaggentuches das Gemeindewappen.“ Genehmigt am 25. Oktober 1956                                       |
| Ober-Roden          |        | 5:3        | „Auf breiter weißer Mittelbahn, beseitet von schmalen roten Seitenbahnen, im oberen Drittel aufgelegt das Gemeindewappen.“ Genehmigt am 19. Mai 1965 |
| Obertshausen        |        | 5:3        | „Auf 8 mal rot-weißem, längsgestreiften Flaggentuch das Gemeindewappen.“ Genehmigt am 8. Juli 1957                                                   |
| Offenthal           |        | 5:3        | „Auf weiß-grünem Flaggentuch das Gemeindewappen.“ Genehmigt am 7. Juli 1958                                                                          |
| Sprendlingen        |        | 5:3        | „In einem Rot und Grün geteiltem Flaggenfeld das Wappen der Stadt Sprendlingen.“ Genehmigt am 25. Februar 1958                                       |
| Urberach            |        | 5:3        | „Auf breiter weißen Mittelbahn des rot-weiß-roten Flaggentuches das Wappen der Gemeinde Urberach.“ Genehmigt am 12. Mai 1953                         |
| Weiskirchen         |        | 5:3        | „Auf der breiten weißen Mittelbahn des rot-weiß-roten Flaggentuches das Gemeindewappen.“ Genehmigt am 24. Januar 1959                                |
| Zellhausen          |        | 5:3        | „Auf der weißen Mittelbahn des rot-weiß-roten Flaggentuches das Wappen der Gemeinde Zellhausen.“ Genehmigt am 9. Mai 1955                            |
| Zeppelinheim        |        | 5:3        | „Auf der weißen Mittelbahn des blau-weiß-blauen Flaggentuchs das Wappen der Gemeinde Zeppelinheim.“ Genehmigt am 18. Juni 1954                       |

## Geschichtlicher Hintergrund

Flagge Großherzogtum Hessen

Eine Vielzahl von Gemeinden und auch der Kreis verwenden Rot und Weiß als Flaggenfarben. Die sind die Farben der Flagge des Großherzogtums und des Volksstaates Hessen, zu der der Landkreis historisch gehörte.